# École nationale supérieure des mines de Nancy
École nationale supérieure des mines de Nancy je francusko sveučilište, grande école, osnovano 1919. godine. Član je Conférence des Grandes Ecoles. S interdisciplinarnim nastavnim planom i programom za tri godine osposobljava inženjere, koji potom uglavnom rade u poslovnom svijetu: Cilj obrazovanja je takozvani Master Ingénieur Mines Nancy.

## Poznati maturanti
- Jean-Claude Trichet, francuski je ekonomist koji je obnašao dužnost predsjednika Europske središnje banke od 2003. do 2011. godine

## Vanjske poveznice
- Mines Nancy